# بریلیوم -۸
بریلیوم -۸(8BE) (انگلیسی: Beryllium-8) یک هسته‌ پرتوزا با ۴ نوترون و ۴ پروتون است  که یک حالت تشدید نامقید و ایزوتوپ بریلیوم است. این ایزوتوپ به دو ذره آلفا با نیمه‌عمر در بازهٔ ۱۰−۱۶ ثانیه تجزیه می‌شود. این امر پیامدهای مهمی در سنتز هسته‌ای در ستاره‌ها دارد زیرا که سدی را در ایجاد عناصر شیمیایی سنگین ایجاد می‌کند. خواص 8Be همچنین منجر به گمانه‌زنی در مورد فرضیه تنظیم دقیق جهان و همنچنین بررسی‌های نظری در مورد تکامل کیهانی با این فرض که اگر 8Be پایدار می‌بود، چه می‌شد؟

## کشف
کشف بریلیوم -۸ اندکی پس از ساخت اولین شتاب‌دهنده ذره در سال ۱۹۳۲ رخ داد. فیزیک‌دان‌های بریتانیایی، جان داگلاس کک‌کرفت و ارنست والتون اولین آزمایشی خود را با شتاب‌دهنده خود در آزمایشگاه کاوندیش در کمبریج انجام دادند، که در آن آن‌ها لیتیوم -۷(7LI) را در معرض تابش پروتون‌ها قرار دادند. آنها گزارش کردند که این یک هسته با A = 8 را تشکیل می‌دهد که تقریباً فوراً به دو ذره آلفا تجزیه می‌شود. این فعالیت چندین ماه بعد دوباره مشاهده شد و از آن بریلیوم -۸ (8Be) سرچشمه گرفت.

## خواص
فرآیند آلفای سه گانهبریلیم-۸ با توجه به انتشار آلفا توسط ۹۲ کو محدود است. این یک تشدید با عرض ۶ eV است. هسته هلیوم-۴ به ویژه پایدار است، دارای پیکربندی جادویی مضاعف و انرژی اتصال بزرگتر در هر نوکلئون نسبت به 8Be. از آنجایی که انرژی کل 8Be بیشتر از دو ذره آلفا است، تجزیه به دو ذره آلفا از نظر انرژی مطلوب است، [۵] و سنتز 8Be از دو هسته 4He گرماگیر است. فروپاشی 8Be توسط ساختار هسته 8Be تسهیل می شود. بسیار تغییر شکل یافته است و اعتقاد بر این است که یک خوشه مولکول مانند از دو ذره آلفا است که به راحتی از هم جدا می شوند.علاوه بر این، در حالی که سایر هسته های آلفا دارای رزونانس های کوتاه مدت مشابهی هستند، 8Be به طور استثنایی در حال حاضر در حالت پایه است. سیستم ناپیوسته دو ذره α دارای انرژی کم سد کولن است که وجود آن را برای هر مدت زمان قابل توجهی امکان پذیر می کند.یعنی، 8Be با نیمه عمر ۸.۱۹×۱۰-۱۷ ثانیه تجزیه می شود.8Be همچنین چندین حالت هیجانی دارد. اینها همچنین رزونانسهای کوتاه مدتی هستند که دارای عرض تا چندین مگا الکترون ولت و ایزوسپینهای متفاوت هستند که به سرعت به حالت پایه یا به دو ذره آلفا تجزیه می شوند.